# Eisuke Nakanishi
Eisuke Nakanishi, född 23 juni 1973 i Mie prefektur, Japan, är en japansk tidigare fotbollsspelare.